# 大西洋新鯥
大西洋新鯥為輻鰭魚綱鱸形目鱸亞目發光鯛科的一種，為熱帶海水魚，分布於西大西洋加勒比海海域，深度可達192公尺，體長可達13.4公分，棲息中層水域，生活習性不明。